# Biniaraix
Biniaraix is een dorp binnen de gemeente Sóller op het Spaanse eiland Mallorca. Het heeft 499 inwoners (telling 2011).
Het dorp ligt op de tegenover Binibassi gelegen helling van de 'gouden vallei', die zijn naam dankt aan de rijke begroeiing met sinaasappel-, citroen- en olijfbomen. L'església de la Immaculada Concepció (de kerk van de Onbevlekte Ontvangenis) aan het dorpspleintje Plaça de la Concepció dateert uit 1587, maar is nauwelijks zichtbaar doordat hij vrijwel geheel is ingebouwd. Een andere bezienswaardigheid is de uit de 18e eeuw daterende publieke wasplaats. Biniaraix ligt aan de lange afstandwandelroute GR 221 aan het traject van Sóller naar Refugi de Tossals Verds.

## Demografische ontwikkeling
| 2000 | 2001 | 2002 | 2003 | 2004 | 2005 | 2006 | 2007 | 2008 | 2009 | 2010 | 2011 |
| 428  | 417  | 426  | 422  | 416  | 433  | 459  | 499  | 513  | 515  | 509  | 499  |

## Afbeeldingen

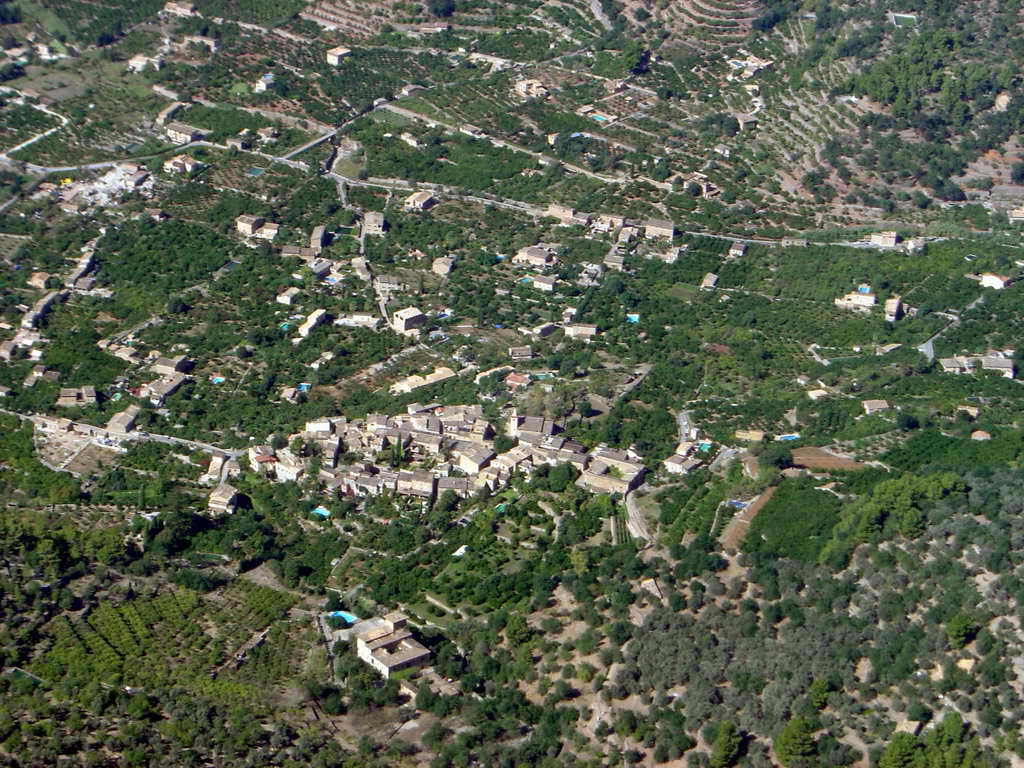
Biniaraix gezien vanaf de Puig de l'Ofre
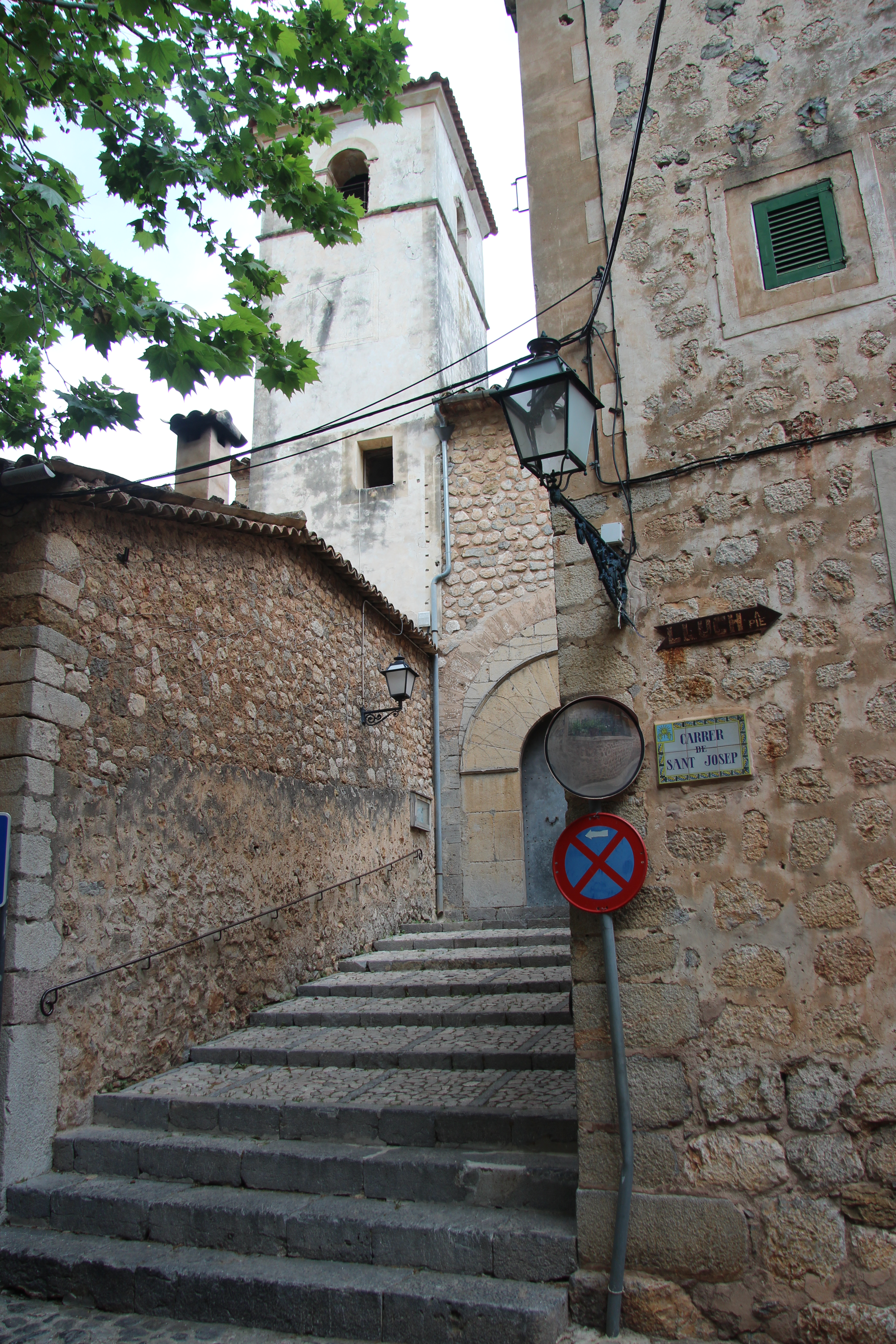
De toren van de Església de la Immaculada Concepció
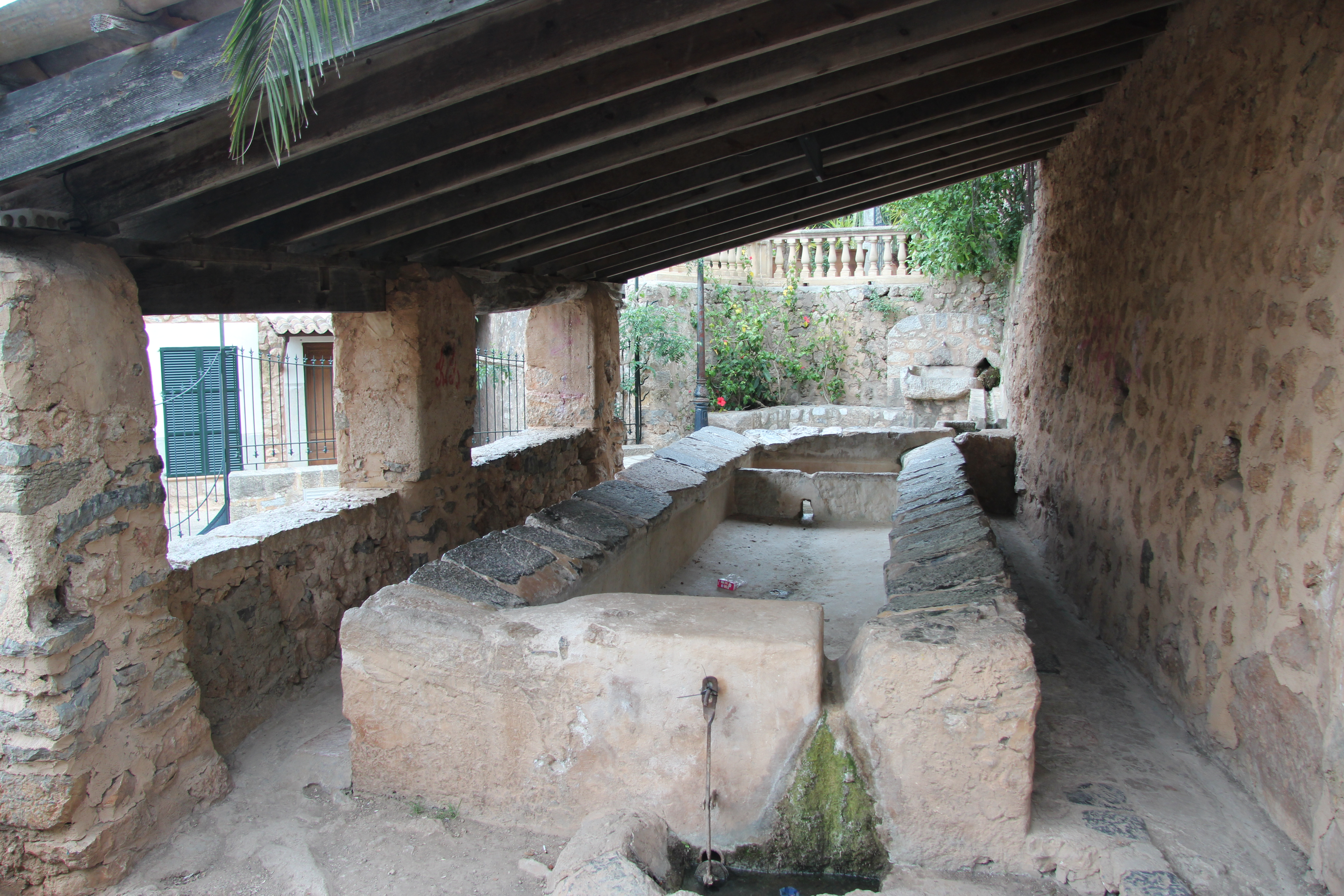
De publieke wasplaats
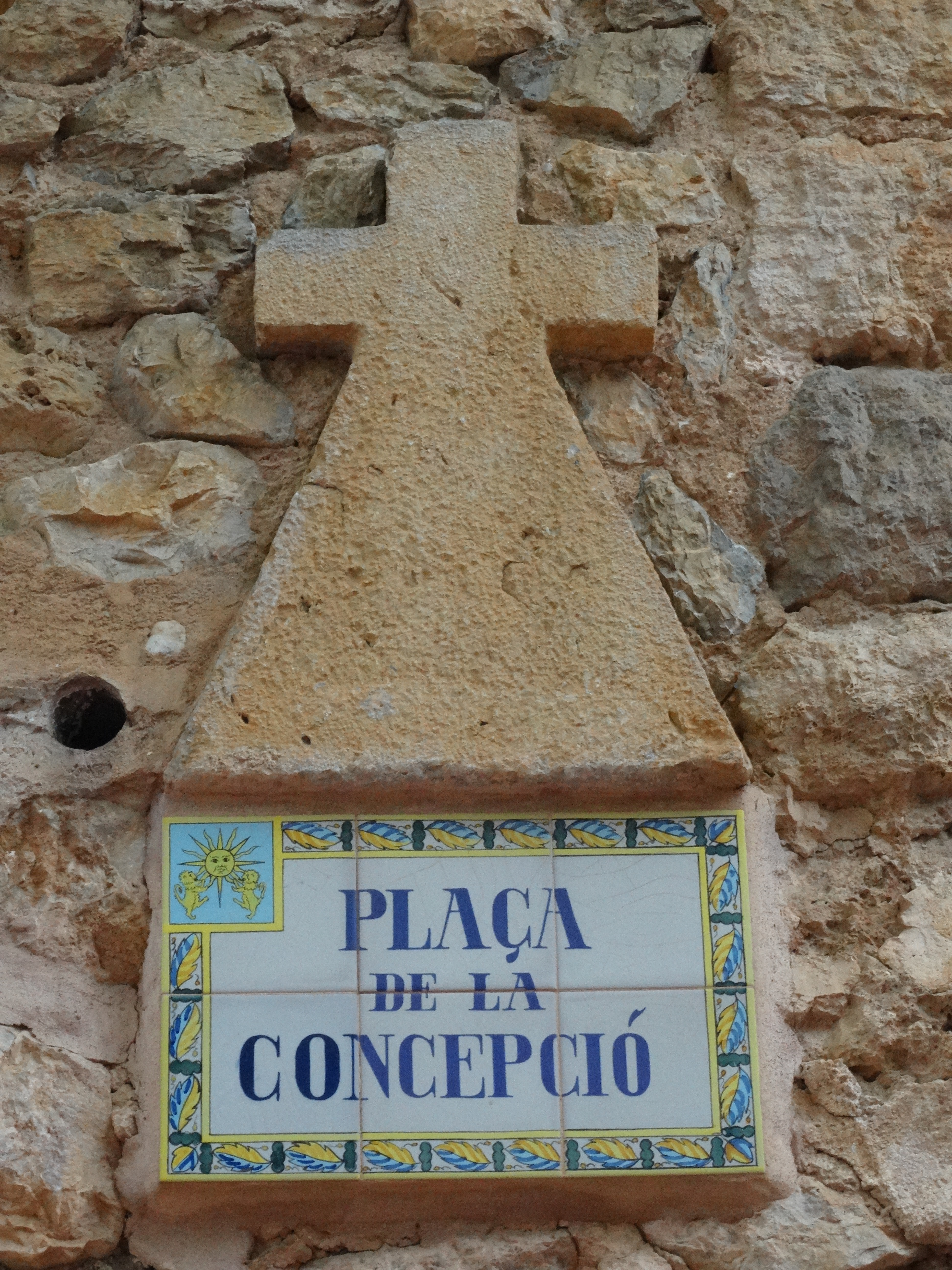
Straatnaambordje Plaça de la Concepció